# Pete Wingfield
Pete Wingfield (Hampshire, 7 mei 1948) is een Britse toetsenist, muziekproducent en journalist.

## Carrière
Eind jaren 1960 formeerde Wingfield aan de Sussex University de bluesband Jellybread, die twee lp's uitbracht. Nadat hij de band had verlaten, maakte hij naam als sessiemuzikant bij B.B. King, Freddie King, The Hollies en Maggie Bell. Hij speelde in de bands van Colin Blunstone en Van Morrison, voordat hij bij Island Records een solocontract tekende. In 1975 bracht hij de lp Breakfast Special uit, waarop hij zelf zong en had hij met de song Eighteen With a Bullet een top 10-hit in de Britse hitlijst.
Als specialist voor soulmuziek schreef hij tijdens de jaren 1970 regelmatig artikels en reviews voor onder andere de muziekbladen Let It Rock en Melody Maker. Als muzikant speelde hij met de Britse soulband The Olympic Runners, die eind jaren 1970 een paar singles in de Britse hitlijst bracht en met Albert Lee & Hogan's Heroes.
Tijdens de vroege jaren 1980 werkte hij vooral als producent. Hij produceerde in 1980 Searching for the Young Soul Rebels van Dexys Midnight Runners en diens nummer 1-hit Geno. Verdere bands waarmee hij werkte, waren Blue Rondo a la Turk, Locomotiv GT, Second Image en The Kane Gang.
In 1982 was hij een van de muzikanten op Phil Everlys soloalbum en sinds de hereniging van The Everly Brothers in 1983 was hij hun toetsenist. Als sessiemuzikant speelde hij onder andere voor The Housemartins en The Beautiful South. Als producent en muzikant was hij mede verantwoordelijk voor de successen van The Proclaimers en Paul Young. In 1999 speelde hij op het album Run Devil Run van Paul McCartney.
- Bibliothèque nationale de France: cb13940098h (data)
- Gemeinsame Normdatei: 134558707
- International Standard Name Identifier: 0000 0000 6311 3062
- Library of Congress Control Number: n94064242
- MusicBrainz: 124e6a41-7548-4b67-aaf4-c3e545204b04
- Nationale Bibliotheek van Tsjechië: xx0205104
- Système universitaire de documentation: 172574757
- Virtual International Authority File: 75545418
- WorldCat: E39PBJd89H7y4H68XCdTBRkqwC